# Exoplanet Data Explorer
L'Exoplanet Data Explorer / Exoplanet Orbit Database enumera planetes extrasolars de fins a 24 masses jovianes.
"Hem retingut el generós límit de massa superior de 24 masses de Júpiter en la nostra definició de "planeta", per les mateixes raons que en el Catàleg: en aquest moment, qualsevol límit de massa és arbitrari i tindrà poca funció pràctica a causa de la sense ambigüitat en les masses de velocitat radial i per la falta de motivació física.
La distinció 13 de la massa de Júpiter per part del grup de treball de la UAI està desmotivada físicament per als planetes amb nuclis rocosos i de forma observacional problemàtic a causa del pecat i l'ambigüitat. Una distinció teòrica i retòrica útil és separar les nanes marrons dels planetes per mitjà del seu mecanisme de formació, però aquesta distinció és de poca utilitat observacional."